# Русский альянс
Русский альянс (лит. Rusų aljansas) — литовская политическая партия, представляющая интересы русскоязычной общины Литвы. Действующим руководителем партии является Тамара Лоханкина.

## История
Основан 31 августа 2002 года. На местных выборах 2002 года набрал 3 мандата (из 31) в Клайпеде. В 2006 году место в Сейме заняла представитель «Русского альянса» Ирина Розова, выдвигавшаяся на парламентских выборах в  2004 году по списку Крестьян и новой демократии. В 2007 году «Русский альянс» получил три места из 31 на местных выборах в Клайпеде. В 2008 году «Русский альянс» участвовал в выборах в Сейм в списке Избирательной акции поляков Литвы, набравшего 4,79 % при пятипроцентном барьере. В 2011 году получил 3 места из 31 на местных выборах в Клайпеде, совместно с ИАПЛ преодолев процентный барьер в Вильнюсе.
После выхода Лоханкиной на пенсию, смерти Розовой и вторжения России в Украину в 2022 году Русский Альянс прекратил свое существование и был расформирован.